# کریستیان بارونی
کریستیان بارونی (به پرتغالی: Cristian Mark Junior Nascimento Oliveira Baroni) هافبک اهل برزیل است که در شهر بلو هوریزونته و در تاریخ ۲۵ ژوئن ۱۹۸۳ به دنیا آمده‌است.
کریستیان بارونی در تیم‌های فوتبال Paulista سابقهٔ حضور دارد.